# Euxoa sculptilis
Euxoa sculptilis är en fjärilsart som beskrevs av Harvey 1874. Euxoa sculptilis ingår i släktet Euxoa och familjen nattflyn. Inga underarter finns listade i Catalogue of Life.